# Список умерших в 996 году

## Март
- 12 марта — Эд I де Блуа, граф Блуа, Шартра и Тура (с 978), граф Дрё (с 990), граф Бове, Реймса, Шатодёна и Бри (с 974), сограф Труа, Мо и Провена (с 983).

## Апрель
- 1 апреля — Иоанн XV, Папа Римский (985—996).

## Октябрь
- 14 октября — Аль-Азиз Биллах (41), пятый халиф Фатимидского халифата (975—996)[1].
- 24 октября — Гуго Капет, герцог франков (960—987), король Франции (987—996), основатель королевской династии Капетингов[2].

## Ноябрь
- 20 ноября — Ричард I, герцог Нормандии (942—996)[3].

## Дата смерти неизвестна или требует уточнения
- Аль-Мансур ибн Бологгин, второй амир государства Зиридов (984—996).
- Герман I, пфальцграф Лотарингии (985—996).
- Гильом II Санше, герцог Гаскони (961—996).
- Ибн Абу Зейд аль-Кайрувани, глава маликитов в Кайруане[4].
- Страхквас, епископ Пражский.